# Chromis agilis
Chromis agilis, thường được gọi là cá thia Agile, là một loài cá biển thuộc chi Chromis trong họ Cá thia. Loài này được mô tả lần đầu tiên vào năm 1960.

## Phân bố và môi trường sống
C. agilis có phạm vi phân bố rộng khắp vùng biển Ấn Độ Dương và Tây Thái Bình Dương. Chúng được tìm thấy từ Đông Phi trải dài về phía đông đến quần đảo Hawaii và Pitcairn; phía bắc đến quần đảo Ogasawara; phía nam đến rạn san hô Great Barrier và New Caledonia; chủ yếu quanh các đảo ngoài khơi. C. agilis sống xung quanh những rạn san hô ngoài khơi và trong đầm phá ở độ sâu khoảng 3 – 65 m.

## Mô tả
C. agilis trưởng thành dài khoảng 7,5 cm. Cơ thể có màu vàng nâu sẫm, hơi ửng hồng nhẹ ở đầu và ngực. Có một đốm đen lớn đặc trưng ở gốc vây ngực, lớn hơn nhiều so với các loài Chromis khác. Hai bên má có đường sọc đen nhỏ.
Số ngạnh ở vây lưng: 12; Số vây tia mềm ở vây lưng: 12 - 14; Số ngạnh ở vây hậu môn: 2; Số vây tia mềm ở vây hậu môn: 12 - 14; Số vây tia mềm ở vây ngực: 17 - 18; Số vảy đường bên: 15 - 17.
Thức ăn của C. agilis là những sinh vật phù du. Chúng thường bơi theo đàn gần các hang động và mỏm đá. Cá đực có tập tính bảo vệ và chăm sóc những quả trứng.